# Wagon de l'Armistice
Le wagon de l'Armistice est la voiture de chemin de fer dans laquelle ont été signés l'armistice du 11 novembre 1918 entre l'Allemagne, la France et ses alliés, puis celui du 22 juin 1940 entre l'Allemagne et la France, tous deux à la clairière de l'Armistice dans la forêt de Compiègne, à une soixantaine de kilomètres au nord de Paris dans le département de l'Oise. Cet endroit est également nommé « clairière de Rethondes », bien que la clairière soit sur le territoire de la commune de Compiègne. 
Cette voiture numérotée 2419 D avait été mise en service en 1914 par la Compagnie des wagons-lits, affectée au train du maréchal Foch en 1918, exposée aux Invalides puis dans la clairière de Rethondes pendant l'entre-deux-guerres. Emmenée en Allemagne après la signature de l'armistice de juin 1940 et exposée à Berlin, elle a été détruite en avril 1945 lors d'un incendie accidentel à Crawinkel, un mois avant la capitulation allemande.
Une voiture similaire, 2439 D, issue de la même série de 1913, est exposée depuis 1950 dans un mémorial sur le site de la même clairière de Rethondes.

## Construction

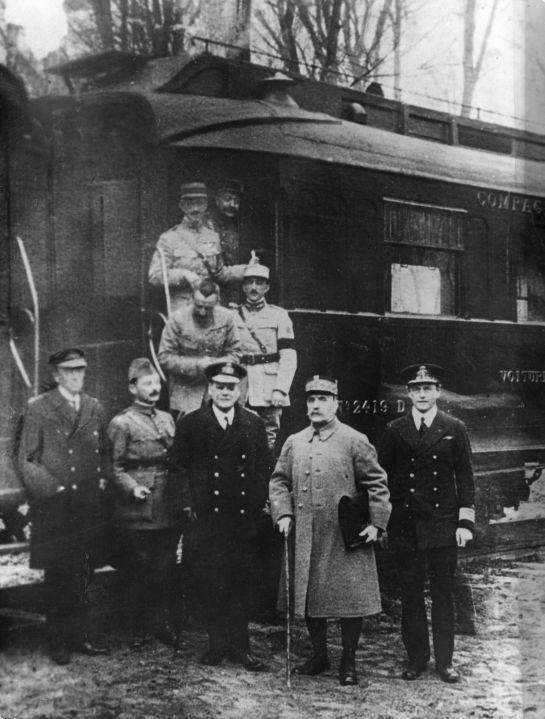
Le 11 novembre 1918 vers du matin, juste après la signature du traité, à la sortie du wagon de l'Armistice : de gauche à droite au premier plan, l'amiral britannique Hope, le général Weygand, l’amiral britannique Wemyss, le maréchal Foch (avec une canne et un képi), le capitaine de la Royal Navy Marriott.

En 1913, deux séries de wagons-restaurants, soit trente-sept voitures, sont commandées par la Compagnie internationale des wagons-lits et livrées à partir de 1914. Comme les wagons et voitures de l'époque, la caisse est en bois, montée sur un châssis en acier. Le 4 juin de cette année, la voiture-restaurant 2419 D reçoit l'autorisation de circuler et est affectée sur la section de Paris-Montparnasse où elle dessert les lignes de Saint-Brieuc (1914), Le Mans (1915-1916) puis sur Paris-Saint-Lazare pour desservir Deauville-Trouville (1918). En septembre 1918, dans le cadre des réquisitions de temps de guerre, elle revient aux ateliers de Saint-Denis pour être transformée en voiture-salon-bureau. Elle est alors prise en charge par le général Weygand qui l'incorpore le 15 octobre 1918 au train du Grand Quartier général à Senlis mis à disposition du maréchal Foch, commandant allié du front de l'Ouest. Elle est effectivement mise à disposition de l'État-Major le 29 octobre 1918.

## Armistice de 1918
La voiture est incluse dans le train qui, le 7 novembre 1918, est acheminé dans une futaie de la forêt de Compiègne. Ce lieu isolé mais peu éloigné du front et du Quartier Général allié est choisi par la direction des transports militaires aux armées (DTMA) et approuvé par Foch, pour les négociations de l'armistice entre les Alliés et les Allemands. Ce site, qui devient plus tard la clairière de Rethondes, est équipé de deux épis ferroviaires, distants d'une centaine de mètres et reliés à la ligne de Compiègne. Ils servent alors à l’acheminement des pièces d’artillerie lourde sur rail pour le tir de très longue portée sur les lignes allemandes. Un second train est aménagé pour abriter la délégation allemande.
Composition du train français
- fourgon nord 585, fourgon est 6120, voiture nord By 16, voiture nord Ay 6, wagon-restaurant 2418, wagon-lits 1888, wagon-lits 1889, wagon-salon-bureau 2419, wagon-salon-lits 2443, fourgon est 6096.

Composition du train allemand
- fourgon nord 5227, wagon-restaurant 1733, wagon-lits 2193, wagon-lits 1884, voiture ALS 11, voiture ALS 8, voiture Ay 127, voiture By 141, fourgon nord 726, fourgon nord 652.

Les négociations sont menées dans la voiture-salon et le 11 novembre 1918 entre 5 h 12 et 5 h 20 du matin, après une ultime séance débutée à 2 h, l'armistice y est signé avec une mise en application sur le front fixée à 11 h du matin le jour-même. Entre les 8 et 11 novembre, peu de photographies des deux trains ont été prises, le maréchal Foch les ayant interdites. Seul un cheminot a réussi à prendre quelques photos « volées ».
Autour de la table sont assis en se faisant face :
- pour les Alliés : le maréchal Foch entouré de l'amiral de la flotte britannique Wemyss, du contre-amiral britannique Hope et du général français Weygand ;
- pour les Allemands : le ministre d'État Matthias Erzberger, le Generalmajor von Winterfeldt de la Deutsches Heer (l'armée de terre impériale), le comte Alfred von Oberndorff des Affaires étrangères et le capitaine de vaisseau Vanselow de la Kaiserliche Marine (la marine impériale).

Aux extrémités de la table se trouvent l'officier interprète français Paul Laperche (1880-1946), et le capitaine allemand von Helldorff.
Assistent également, mais en retrait, le capitaine britannique Jack Marriott et le capitaine allemand Geyer.
Dans le petit bureau-salon adjacent, au centre de la voiture et servant aux transmissions, se tiennent deux officiers français : le commandant Riedinger et le capitaine de Mierry. Dans les anciennes cuisines du wagon ont été aménagés le bureau des secrétaires, Henri Deledicq et Émile Grandchamp, ainsi que celui des cartographes.

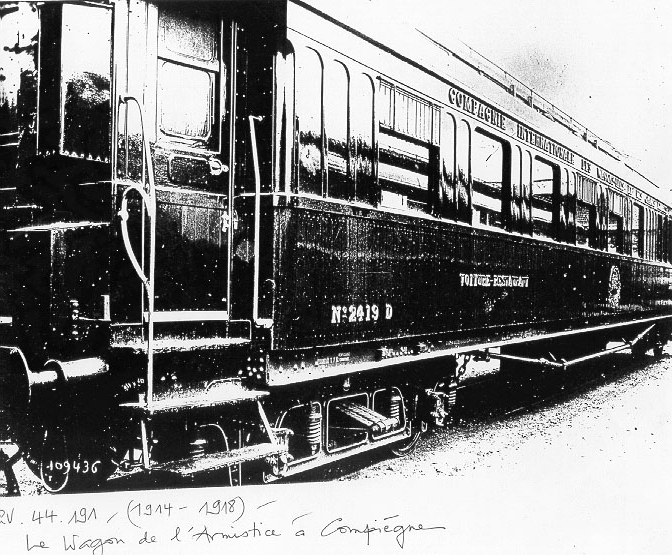
Le wagon de l'Armistice après 1918.

## Entre-deux-guerres
La réquisition de la voiture est levée en septembre 1919. Elle est restituée à la Compagnie internationale des wagons-lits (la CIWLT) qui la transforme à nouveau en wagon-restaurant. Elle est réaffectée brièvement à la gare de Paris-Saint-Lazare sur la ligne d'Évreux mais le gouvernement dirigé par Georges Clemenceau ayant demandé à la CIWLT de lui céder cette voiture pour l'exposer au musée de l'Armée aux Invalides à Paris, la CIWLT décide d'en faire don à l'État et une convention est signée entre elle et le gouvernement le 1er octobre 1919.
La voiture est alors affectée au train du président de la République, Alexandre Millerand, et effectue un seul voyage à Verdun, le 8 décembre 1920. Elle est ensuite placée dans la cour d'honneur des Invalides le 27 avril 1921. Elle y reste six ans jusqu'au 8 avril 1927.
À la suite d'une demande récurrente du député-maire de Compiègne, Robert Fournier-Sarlovèze, et au mécénat d'un Américain de Pasadena, Arthur-Henry Fleming, le wagon est restauré et convoyé jusqu'à la clairière de Rethondes où un bâtiment pour l'abriter a été spécialement construit. L'ensemble est inauguré le 11 novembre 1927 en présence du maréchal Foch et de tous les officiers alliés présents lors de la signature de l'armistice.

## Armistice de 1940

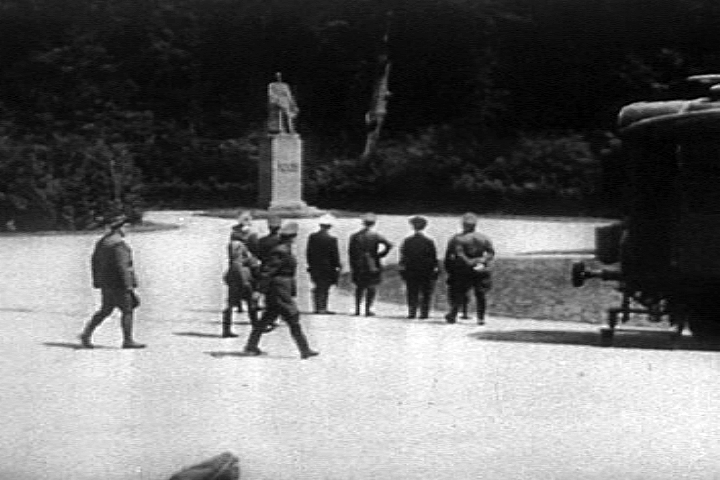
Le 21 juin 1940, Hitler (la main au côté), accompagné de hauts dignitaires nazis et d'officiers généraux, regardant la statue du maréchal Foch avant d’entrer dans le wagon (garé à droite) pour le début des négociations de l'armistice, signé le lendemain en son absence.

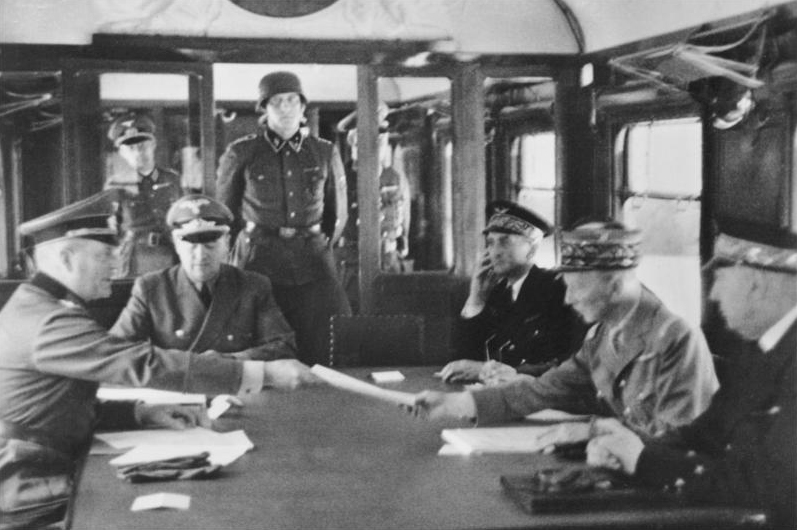
Signature de l'armistice le 22 juin 1940. Sur le côté gauche de la table, le général Keitel ; sur le côté droit de la table, la délégation française avec le général Huntziger (en uniforme clair, saisissant un document) entouré du général d'aviation Bergeret (au fond) et du vice-amiral Le Luc (de profil au premier plan).

L'armistice du 22 juin 1940, cette fois-ci demandé par la France à l'Allemagne après la bataille de France, est signé par la volonté de Hitler dans cette même voiture historique que l'on place exactement au même endroit qu'en 1918, montrant ainsi l’esprit de revanche de Hitler envers la France : selon lui, elle avait humilié l'Allemagne à la fin de la Première Guerre mondiale. Hitler se venge ainsi du diktat de Versailles.
Pour ce faire, le 20 juin, l'organisation Todt casse une partie du bâtiment qui abritait le wagon pour pouvoir déplacer la voiture et la replacer sur la clairière à une centaine de mètres de là, débarrassée de ses drapeaux alliés. Le monument où figure l'aigle allemand foudroyé est recouvert du drapeau nazi. Le 21 juin 1940, Hitler, plusieurs hauts dignitaires allemands et l'interprète Schmidt montent dans la voiture pour le premier jour des négociations d'armistice, Hitler n'assistant qu'à la lecture du préambule. L'armistice est signé le lendemain 22 juin à 18 h 52 par le général Keitel pour l'Allemagne et le général Huntziger, chef de la délégation française.
Sur ordre de Hitler, le site de la clairière de Rethondes est arasé, les monuments démontés et la zone labourée et cultivée.

## En Allemagne
Le 24 juin 1940, la voiture est convoyée par la route à Berlin où elle est exposée une semaine devant la porte de Brandebourg, puis au Lustgarten, où la population peut la visiter et cotiser pour le Secours allemand.
Évacuée de Berlin en 1944, elle est mise à l'abri en Thuringe, près de Ruhla puis à Ohrdruf. Elle sera détruite dans un incendie accidentel en avril 1945.

## Après-guerre
Un wagon-restaurant appartenant à la même série (il ne s'agit donc pas d'une réplique) et aménagé à l'identique, le no 2439 D, remplace la voiture originale de l'Armistice dans la clairière de Rethondes, dans un bâtiment reconstitué. Cette voiture est réalisée en teck, bois tropical imputrescible. Différents souvenirs du maréchal Foch qui avaient été préservés y sont rassemblés et l'intérieur du wagon est reconstitué à l'identique de celui de l'armistice en novembre 1918. L'ensemble est inauguré le 11 novembre 1950.
Après la chute du mur de Berlin et la réunification allemande (Ohrdruf se trouvait dans l'ancienne RDA), on découvre que certains vestiges de la voiture qui n'avaient pas brûlé (blason de la compagnie ferroviaire, lettres de la voiture et main-montoire dans la voiture) avaient été récupérés par des habitants. Ils sont donnés en 1992 au mémorial de la forêt de Compiègne.
Le livre d'or du wagon de l'Armistice, signé par le maréchal Foch, est depuis signé par les autorités officielles françaises lors de cérémonies officielles, notamment par chaque Premier ministre français le premier 11 Novembre qui suit sa nomination.